# Тийне
Тийне́ (фр. Tillenay) — коммуна во Франции, находится в регионе Бургундия. Департамент коммуны — Кот-д’Ор. Входит в состав кантона Осон. Округ коммуны — Дижон.
Код INSEE коммуны — 21639.

## Население
Население коммуны на 2010 год составляло 732 человека.
| 1962 | 1968 | 1975 | 1982 | 1990 | 1999 | 2010 |
| ---- | ---- | ---- | ---- | ---- | ---- | ---- |
| 480  | 479  | 455  | 452  | 476  | 505  | 732  |

## Экономика
В 2010 году среди 445 человек трудоспособного возраста (15—64 лет) 344 были экономически активными, 101 — неактивными (показатель активности — 77,3 %, в 1999 году было 65,7 %). Из 344 активных жителей работали 318 человек (172 мужчины и 146 женщин), безработных было 26 (12 мужчин и 14 женщин). Среди 101 неактивных 30 человек были учениками или студентами, 38 — пенсионерами, 33 были неактивными по другим причинам.